# Zwarte zeekoet
De zwarte zeekoet (Cepphus grylle) is een vogel uit de familie van alken (Alcidae). De wetenschappelijke naam van de soort werd in 1758 als Alca grylle gepubliceerd door Carl Linnaeus.

## Verspreiding en leefgebied
Er worden vijf ondersoorten onderscheiden:
- C. g. mandtii: van noordoostelijk Canada en Spitsbergen tot noordelijk Siberië en noordelijk Alaska.
- C. g. arcticus: van de noordoostelijk Verenigde Staten, zuidoostelijk Canada en zuidelijk Groenland tot de Britse Eilanden, zuidelijk Scandinavië en de Witte Zee.
- C. g. islandicus: IJsland.
- C. g. faeroeensis: de Faeröer-eilanden.

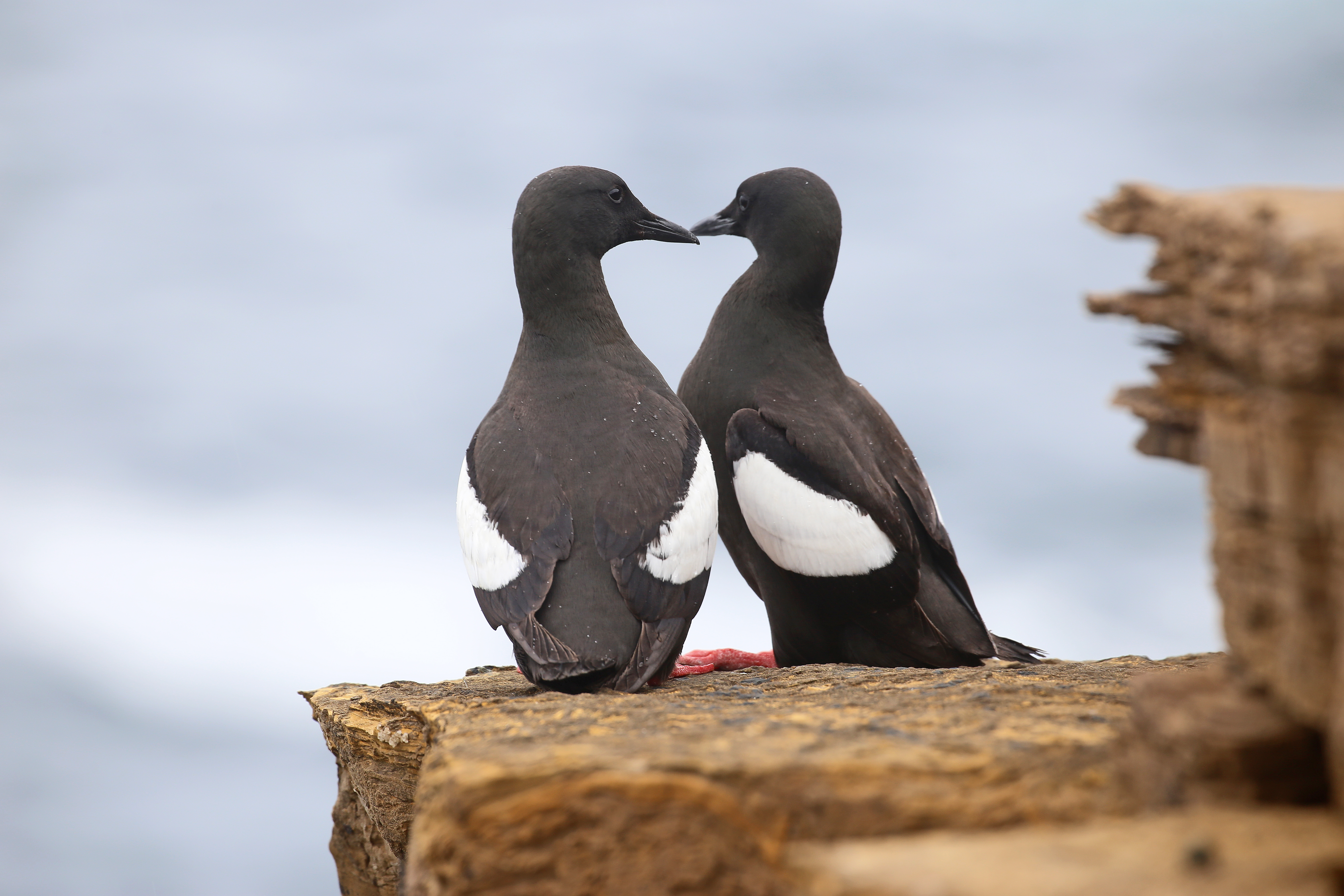
Twee zwarte zeekoeten op de kliffen van Yesnaby, Orkney

- C. g. grylle: de Oostzee.

## Voorkomen in Nederland
De zwarte zeekoet is een zeldzame doortrekker en wintergast langs de Nederlandse kust.

## Status
De grootte van de populatie is in 2015 geschat op 0,4-1,5 miljoen volwassen vogels. Op de Rode lijst van de IUCN heeft deze soort de status niet bedreigd.

## Video
- Zwarte zeekoet in zomerkleed
- Ruiende zwarte zeekoet in winterkleed